# Eliana M
L'Eliana M è stato un ro-ro, appartenuto alla compagnia di navigazione italiana Moby Lines dal 2006 al 2012.

## Servizio
Varato l'11 novembre 1975 nei Nuovi Cantieri Liguri di Pietra Ligure con il nome di Languedoc come traghetto passeggeri, rimane tuttavia incompleto a causa del fallimento del cantiere navale e viene posto sotto sequestro a La Spezia.
Nel 1978 viene acquistato dalla Trans Tirreno Express e, trasferito nei cantieri navali INMA, viene completato e convertito in ro-ro.
Ribattezzato Espresso Veneto, prende servizio nel dicembre dello stesso anno nei collegamenti tra Italia, Sardegna e Sicilia.
Nel 1982 viene acquistato dalla Esaryna S.p.a ed issa bandiera di Panama.
Nel 1983 viene venduto alla Lloyd Sardegna e, ribattezzato Golfo del Sole, prende servizio nei collegamenti tra Livorno, Piombino, Olbia e Cagliari.
Nel 1993 viene sottoposto a lavori di allungamento con l'inserimento di un troncone di 21 metri. Durante i lavori, vengono aggiunte anche delle sistemazioni per i passeggeri.
Nel 2004 viene noleggiato alla SNAV ed impiegato nei collegamenti tra Napoli e Palermo.
Dal 23 giugno al settembre del 2005 viene noleggiato alla TTT Lines ed impiegato nei collegamenti tra Livorno e Catania.
Nel 2006, con l'acquisizione della Lloyd Sardegna da parte della Moby Lines, passa a quest'ultima insieme al resto della flotta, prendendo servizio nei collegamenti tra Livorno, Olbia e Cagliari.          Durante la stagione estiva, a bordo di questa unità, era possibile prenotare una traversata in Camping on Board ovvero imbarcarsi sulla nave e dormire sul proprio camper.
Nel maggio del 2007 viene ribattezzato Eliana M.
Nel 2010 si aggiunge all'Eliana M nei collegamenti merci per la Sardegna il neoacquisto Massimo M.
Nel dicembre del 2011 viene disarmato a Genova e nell'aprile del 2012, con il noleggio del Claudia M dalla Ustica Lines a partire dal giugno successivo, ne viene annunciata la vendita ai cantieri di demolizione turchi di Aliağa, dove giunge il 28 aprile.